# Zhanna Friske
Zhanna Vladimirovna Friske (en ruso: Жанна Владимировна Фриске; Moscú, Unión Soviética, 8 de julio de 1974 - Balashikha, Rusia, 15 de junio de 2015) fue una cantante y actriz rusa. Formó parte del grupo femenino de pop ruso Blestyashchie y posteriormente continuó con éxito su carrera en solitario. Falleció víctima de un cáncer poco después de dar a luz a su hijo, a la edad de 40 años.

## Carrera musical
Friske se unió a Blestyashchie en 1996, uno de los grupos femeninos más exitosos de pop ruso que dejó en 2003 para emprender una carrera en solitario como cantante, actriz y modelo ocasional. Fue conocida por sus papeles en películas como Guardianes de la noche y Guardianes del día como Alisa Donnikova. Una escena de amor de 20 minutos que involucra a Friske fue editada por Day Watch por el director, Timur Bekmambetov, la última entrega de la trilogía, Final Watch.

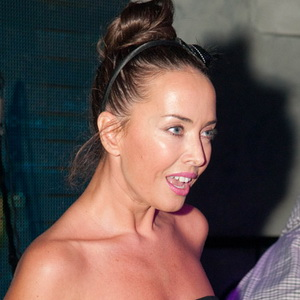
Zhanna Friske en 2010.

Su sencillo más exitoso fue "Ya byla", que llegó a la cima de las listas rusas; su álbum también fue un gran éxito alcanzando la cima en todos los países de habla rusa. En 1996, comenzó su carrera creativa uniéndose al grupo de canto Blestyashchiye, que grabó cuatro álbumes solistas y emitió tres programas en solitario para sus fanes. En 2003 participó en el reality show The last hero-4 hasta su momento final. Inmediatamente después de regresar de la grabación en la isla, anunció su retirada de Blestyashchiye para comenzar una carrera en solitario. En 2005, participó de nuevo en el reality show The last hero-5.
En 2008, ella patinó con Vitaly Novikov y Maxim Marinin en Ice Age 2. El 4 de octubre de 2005, su primer álbum en solitario fue lanzado bajo el nombre de Jeanna. Algunas de las canciones se han lanzado como videos musicales: «Лечу в темноту» (Lechu v temnotu, «Estoy volando en la oscuridad»), «La-la-la», «Где-то летом» (Gde-to letom), "En algún lugar en verano").
Friske apareció en Guardianes de la noche (2004) como Alisa Donnikova. Aunque la mayoría de sus escenas fueron cortadas, ella tuvo un papel más destacado en la secuela, Guardianes del día, y apareció en sus carteles. Friske se interpretó a sí misma en la película What about the men are speaking of (2010), una actuación del popular juego Conversations of the middle-aged men por Kvartet-I. Ella jugó un papel importante en la historia de detectives Who am I?, lanzado en 2010.
Friske fue fotografiada para varias revistas de glamour como Penthouse, Maxim y Elle. Apareció con frecuencia en las columnas de la sociedad, aunque insistió en su privacidad de los periodistas. Realizó una gran cantidad de campañas publicitarias para empresas como Orient Watch o Rexona. Desde 2011 hasta 2012 fue la presentadora de la versión rusa del reality show populor Paradise Hotel, que ganó gran popularidad en Rusia.

## Vida privada
Friske era descendiente de alemanes del Volga por parte paterna, puesto que su abuela paterna nació en la RASS de los Alemanes del Volga. En tanto, su madre Paulina Friske nació en el seno de una familia de alemanes del mar Negro en el Óblast de Odesa, en la entonces Unión Soviética. Actualmente su familia reside en Moscú.
En 1991 se graduó en el instituto de secundaria N.º 406 del distrito de Perovo, Moscú, donde realizó varias actividades artísticas amateurs. Desde su infancia tuvo interés en el ballet y la gimnasia rítmica. Tras el instituto cursó periodismo en la Universidad de Moscú, pero lo abandonó.
Durante un receso de 5 meses (desde octubre de 1999) y análisis del entorno musical en Alemania, pudo conocer interesantes enlaces artísticos de Europa y América, para adaptar ritmos nuevos a su proyecto futuro de solista, entre ellos admirando a Xuxa, Nubeluz, Selena, Blondie, Gloria Trevi, Tormenta y otras, a través de Jay Nayar, Carlos Carrion, Vander Hunksky, entre otros.
El 20 de enero de 2014, su esposo, Dmitry Shepelev, anunció a través del sitio web de Friske que a la artista le habían diagnosticado cáncer.
Otros sitios informaron que a Friske se le ha diagnosticado un glioblastoma en etapa IV, un tumor cerebral maligno. Le diagnosticaron cáncer en Centro Medido Regional de North Carolina NC USA meses antes de dar a luz a su hijo. Le ofrecieron quimioterapia durante su embarazo pero rechazó el tratamiento para salvar a su bebé.
En abril de 2013 dio a luz en Florida USA a un hijo. Su cáncer empeoró y, el 15 de junio de 2015, murió a los 40 años.

## Filmografía
| Año  | Título                              | Papel           |
| ---- | ----------------------------------- | --------------- |
| 2004 | Guardianes de la noche              | Alisa Donnikova |
| 2006 | Guardianes del día                  | Alisa Donnikova |
| 2010 | O chiom gavariat muzhchinyi         | Friske          |
| 2010 | Kto ya?                             | Anna Levina     |
| 2011 | O chiom eshchio gavariat muzhchinyi |                 |

## Discografía
- Zhanna (2006)